# Brenntag
Brenntag SE er en tysk kemigrossist. Den har hovedkvarter i Essen og er tilstede i over 70 lande. Virksomheden blev etableret i 1874.